# Marion Rodewald
Marion Rodewald (Mülheim an der Ruhr, 24 de diciembre de 1976) es una exjugadora alemana de hockey sobre césped.

## Trayectoria
Rodewald tuvo su primera participación olímpica en Sídney 2000. En Atenas 2004 derrotó a Países Bajos en la final y obtuvo la primera medalla de oro de su selección. En los Juegos Olímpicos de Pekín 2008 cayó en el partido por el tercer lugar contra Argentina.